# Đông Dương Cộng sản Liên đoàn
Đông Dương Cộng sản Liên đoàn là một trong ba tổ chức cộng sản tiền thân của Đảng Cộng sản Việt Nam. Hai tổ chức kia là Đông Dương Cộng sản Đảng và An Nam Cộng sản Đảng. Nhưng khác với 2 đảng kia, Đông Dương Cộng sản Liên đoàn phát triển độc lập với Hội Việt Nam Cách mạng Thanh niên của Nguyễn Ái Quốc.

## Tiền thân
Tân Việt Cách mạng Đảng đổi tên tháng 7/1928 là một đảng cách mạng được thành lập tiền thân là Hội Phục Việt (năm 1925). Quá trình hoạt động của Đảng này chịu tác động của chủ nghĩa Marx-Lenin, từ Hội Việt Nam Cách mạng Thanh niên.
Nhiều đảng viên tiếp thu ảnh hưởng của chủ nghĩa cộng sản và chuyển sang HVNCMTN, trong đó có Trần Phú. Số còn lại tìm cách chuyển Tân Việt thành một tổ chức cộng sản.
Khi đó, Tổng bí thư Tân Việt Đào Duy Anh lại chủ trương thành lập Bloc National (Liên hiệp quốc dân). Nội bộ Tân Việt bị chia rẽ giữa Bloc National và xu thế chuyển sang cộng sản.
Sau đó, một số thành viên Tân Việt, bao gồm Võ Nguyên Giáp, Nguyễn Chí Diểu, Đặng Thai Mai thành lập nhóm hạt nhân Cộng sản lấy tên là Việt Nam Cộng sản Liên đoàn.

## Hình thành
Trong các năm 1928 và 1929, Ủy viên Trung ương dự khuyết Đảng Tân Việt Võ Nguyên Giáp tiến hành cuộc gặp gỡ với các lãnh đạo Tân Việt ở các Kỳ, Liên tỉnh như Nguyễn Đình Đoàn ở Nghệ-Tĩnh, Tôn Quang Phiệt, Nguyễn Văn Tạo ở Hà Nội, Tú Kiên ở Sài Gòn, Ngô Đức Đệ ở Quy Nhơn... Qua đó, chuyển các cơ sở Tân Việt thành cộng sản. Ngay cả Tổng bí thư Đào Duy Anh cũng bắt đầu suy nghĩ về việc chuyển đổi.
Tháng 9 năm 1929, các đại biểu Tân Việt chuyển sang cộng sản đã ra Tuyên đạt, chính thức thành lập Đông Dương Cộng sản Liên đoàn.
Cuối tháng 12 năm 1929, các thành viên đã nhóm họp Hội nghị thành lập Đông Dương Công sản Liên đoàn. Nhưng để tránh bị thực dân Pháp bắt bớ nên các đại biểu phải di chuyển đến nhiều địa điểm khác nhau. Tại bến Đò Trai thuộc Hà Tĩnh, các đại biểu bị mật thám Pháp bắt giữ ngày 1/1/1930. Do đó ngày 1/1/1930 được xem là ngày thành lập chính thức của Đông Dương Cộng sản Đảng.

## Hội nghị Đò Trai
Cuộc khủng bố trắng năm 1929 phá vỡ nhiều cơ sở đảng Tân Việt, cụ Giải Huân tự tử, cụ Tú Kiên, Trần Mộng Bạch, Phan Kiêm Huy, Đào Duy Anh, Phan Thị Như Mân... bị bắt. Quan Hải tùng thư bị khám xét. Tổng bộ Tân Việt gần như không còn.
Tuy vậy, theo đề nghị của Dũng Kỳ (Kỳ bộ Nam Kỳ), các đảng viên Tân Việt cách mạng đảng chịu ảnh hưởng của Việt Nam thanh niên cách mạng đồng chí Hội đã tiến hành Đại hội thành lập Đông Dương cộng sản liên đoàn (chủ yếu là thông qua các văn kiện) từ ngày 31 tháng 12 năm 1929 đến ngày 1 tháng 1 nǎm 1930. Các đại biểu ba Kỳ gồm: Trần Hữu Chương, Nguyễn Khoa Vǎn (tức Hải Triều), Nguyễn Xuân Thanh, Trần Đại Quả, Ngô Đức Đệ, Ngô Đình Mãn, Lê Tiềm, Nguyễn Tốn. Đại hội chưa kết thúc thì các đại biểu đã bị chính quyền Pháp bắt. Chấm dứt thời kỳ phân chia của Tân Việt.
Do vậy, Đông Dương Cộng sản Liên đoàn ra đời nhưng chưa có Ban chấp hành trung ương vào ngày 1 tháng 1 năm 1930 tại Hà Tĩnh.

## Hoạt động và hợp nhất
Khi thành lập Đảng Cộng sản Việt Nam (1930), Tân Việt vừa mới chuyển thành cộng sản, không kịp cử đại diện đi dự đại hội gia nhập Đảng Cộng sản Việt Nam. Ngày 24 tháng 2 nǎm 1930,được sự đồng ý của Nguyễn Ái Quốc, Châu Văn Liêm, Nguyễn Thiệu thay mặt đại biểu quốc tế, Phạm Hữu Lầu, Hoàng Quốc Việt thay mặt Ban chấp hành trung ương lâm thời cùng với Ngô Gia Tự, Bí thư lâm thời chấp uỷ của Đảng bộ Nam Kỳ đã họp và quyết định chấp nhận Đông Dương Cộng sản Liên đoàn gia nhập Đảng Cộng sản Việt Nam.